# Chilotrogus phasmellus
Chilotrogus phasmellus är en skalbaggsart som beskrevs av Biggs 1945. Chilotrogus phasmellus ingår i släktet Chilotrogus och familjen Melolonthidae. Inga underarter finns listade i Catalogue of Life.